# Papp Géza (zenetörténész)
Papp Géza (Budapest, 1915. április 29. – Budapest, 2013. február 26.) zenetörténész.

## Életútja
A Liszt Ferenc Zeneművészeti Főiskolán az egyházi karnagyképzőt (1934–1937), az orgona tanszakot (1937–1941) és a középiskolai énektanárképzőt (1938–1940) végezte; 1971-ben ugyanott bölcsészdoktori oklevelet szerzett. A zenetudományok kandidátusa (értekezésének címe: Idegen hatások a XVII. század magyar zenéjében. Énekelt dallamaink eredete).  
A negyvenes évek elején Csíkszeredában, a Római Katolikus Főgimnáziumban zenetanár volt; a második világháború után haláláig Budapesten élt. Az 1950-es években társszerzőként számos zenei tankönyve és zongoraiskolája jelent meg. 

## Főbb művei
- A magyar katolikus egyházi népének (Budapest, 1942)
- Kájoni János orgonakönyve (Organo Missale, Magyar Zenei Szemle, 1942)
- Le psautier de Genève dans la Hongrie du XVII-e siècle (Studia Musicologica 1.)
- A kóruséneklés hazai múltjából (Magyar Zenetörténeti Tanulmányok II. Budapest, 1969)
- A verbunkoskiadványok kronológiájához (Magyar Zene, 1970)
- A XVII. század énekelt dallamai; Akadémiai, Budapest, 1970 (Régi magyar dallamok tára)
- Készségfejlesztés az általános iskolai ének-zene órán (Tankönyvkiadó, Budapest, 1981)
- A verbunkos kéziratos emlékei (Magyar Zene, 1982)
- Hungarian dances, 1784–1810 (szerk., angolra ford. Paul Merrick, Dieter Schubert, MTA ZTI, Budapest, 1986, Musicalia Danubiana sorozat).
- A verbunkos kéziratos emlékei. Tematikus jegyzék; az OSZK Zeneműtárának anyagából közread. Papp Géza; MTA ZTI, Budapest, 1999 (Műhelytanulmányok a Magyar zenetörténethez)

Összegyűjtötte és tematikus katalógussal ellátva sajtó alá rendezte a verbunkos anyagot (Die Quellen der 'Verbunkos-Musik' – Ein bibliographischer Versuch, Studia Musicologica, 1979, 1984, 1987, 1990). 
Szerkesztette és sajtó alá rendezte a Magyar Tudományos Akadémia gondozásában megjelenő Régi magyar dallamok tára II. kötetét, A XVII. század énekelt dallamai című impozáns kötetet (Budapest, 1970). 
A magyar és lengyel zene kapcsolataiból Thordai János dallammintájáról értekezett (Irodalomtörténeti Közlemények, 1969). Egy újabb, a romániai magyar zenetörténeti kutatások körébe tartozó tanulmánya a Kriterion Zenetudományi írások című kötetében (1983) jelent meg (Philipp Caudella magyar táncai).

## Elismerései
- 1997: Szabolcsi Bence-díj
- 2005: A Magyar Köztársasági Érdemrend tisztikeresztje